# Křest Kristův (Brandl, 1716)
Křest Kristův je oltářní obraz barokního malíře Petra Brandla v kostele sv. Jana Křtitele v Manětíně. V rámci souboru barokních oltářních obrazů Karla Škréty a Petra Brandla je od roku 2006 národní kulturní památkou.

## Historie
Petr Brandl už navštívil Manětín v roce 1699 na pozvání hraběte Václava Josefa Lažanského, aby namaloval pět obrazů pro hřbitovní kostel sv. Barbory. Když v roce 1712 postihl Manětín velký požár, při němž vyhořela polovina města včetně kostela, začala výstavba nového kostela. Na přání hraběte Václava Josefa, který zemřel v roce 1715, podepsala hraběnka Marie Gabriela Lažanská z Bukové smlouvu s Petrem Brandlem na namalování obrazu pro hlavní oltář s námětem Kristova křtu. Dne 20. září byla uzavřena smlouva, ve které byla i připomenuta iniciativa hraběte a kde se kvůli liknavosti Brandla hraběnka pojistila, že prvních 200 zlatých dostane až po prohlídce započaté malby. Mimo obrazu pro hlavní oltář objednala hraběnka i pro dva vedlejší oltáře. Obraz s námětem Výchova Panny Marie byl pořízen na náklad hraběnky a matky hraběte a s sv. Antonínem Paduánským byl na náklad zámeckého hofmistra Jeronýma Tichého a hejtmana panství Jakuba Drtiny. Za obraz pro hlavní oltář měl Brandl dostat 800 zlatých a za každý obraz pro vedlejší oltář měl dostat 400 zlatých. Práce dokončil na podzim 1716 a měl to namalovat na vlastním lněném plátně s vlastními barvami.
Obraz byl v letech 1775 až 1776 podlepen žlutickým malířem na nové plátno. Byl restaurován v roce 1807 a roku 1939 byl nešetrně očištěn malířem Jelínkem od firmy arch. Majora. Úspěšné a citlivé restaurování dokončili v roce 1957. Byl vystaven při výstavě Pražské baroko v roce 1938.

## Popis díla

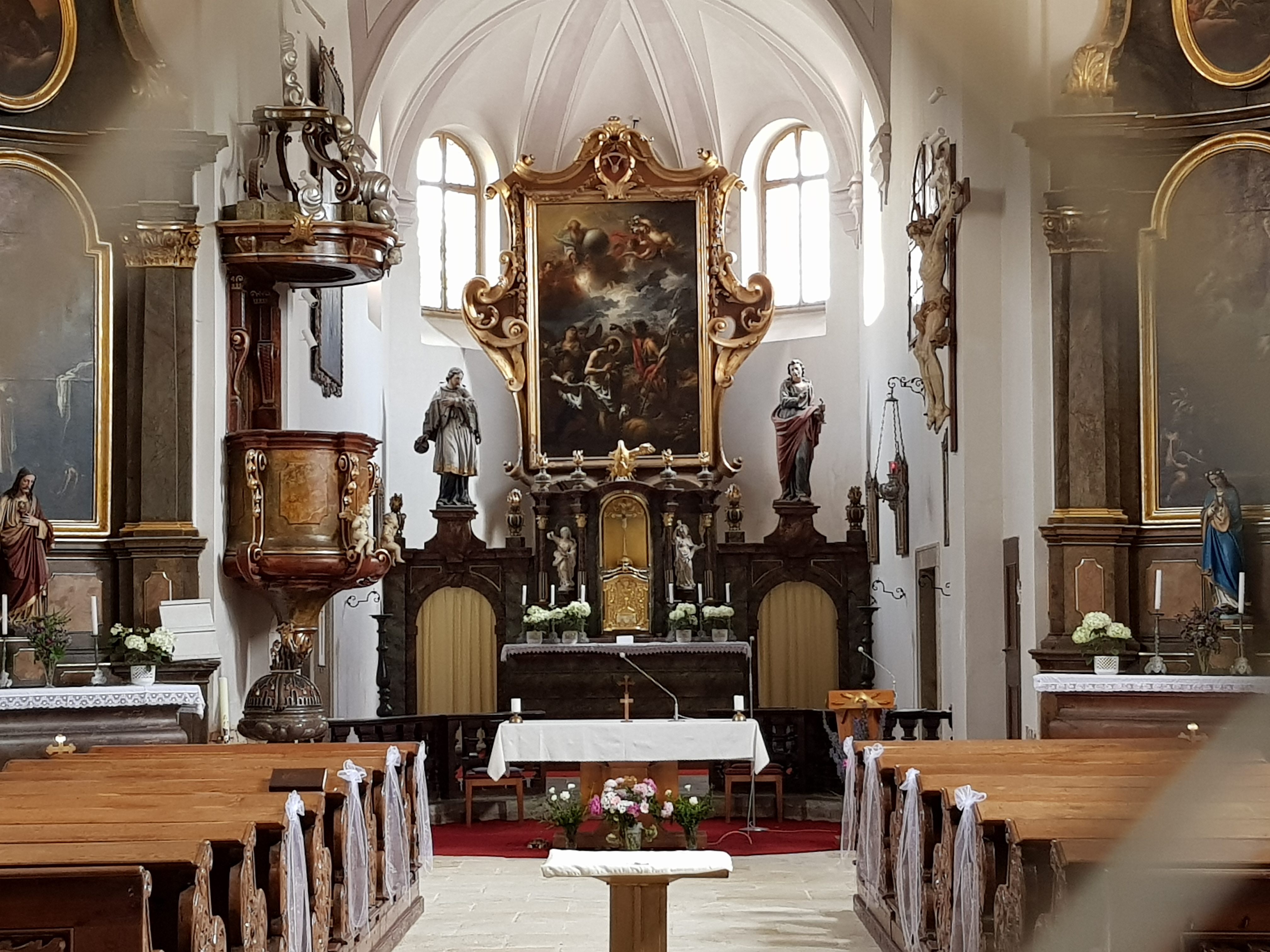
Obraz v hlavním oltáři

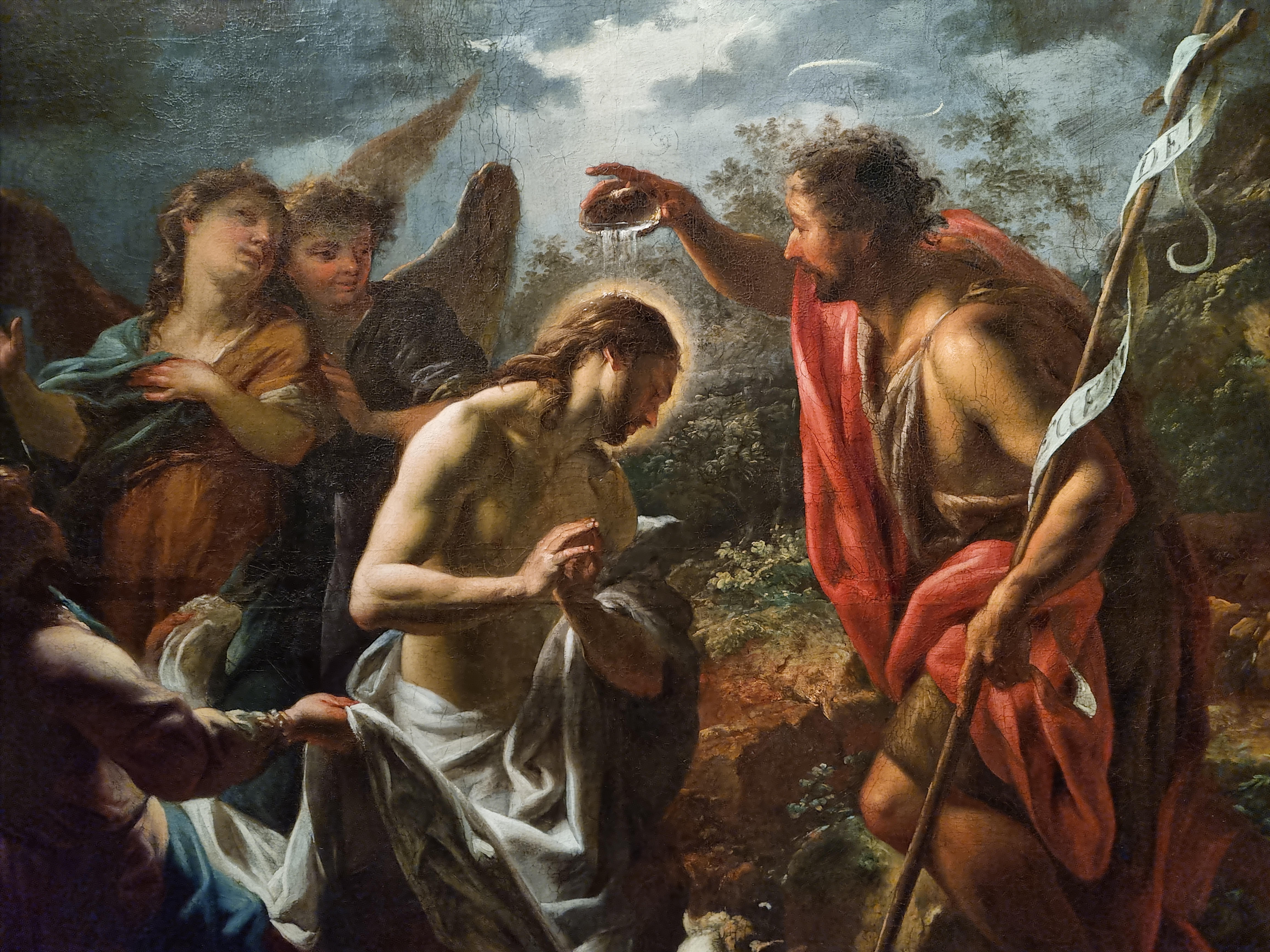
detail obrazu

Obraz je olej na plátně o rozměrech 323 × 223 cm a tato oltářní malba je umístěna v kostele sv. Jana Křtitele v Manětíně.

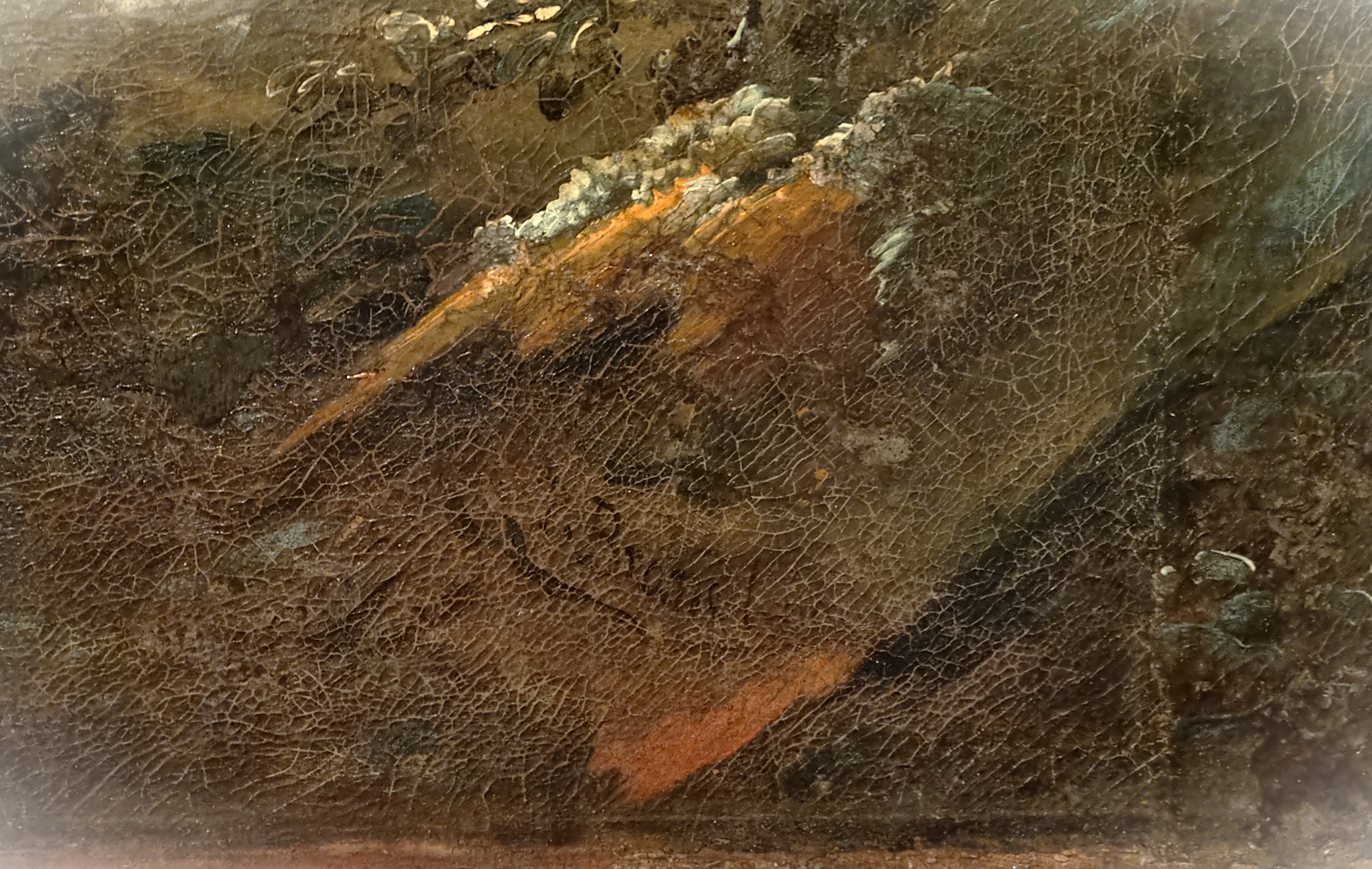
Brandlova signatura

Děj se odehrává v krajině v podvečerní atmosféře. V dolní části obrazu se objevuje hlavní téma, a to Křest Krista v řece Jordán. Kristus, který má sepnuté ruce a pokorně přijímá křest, je pootočený k Janu Křtiteli. Jan Křtitel stojí na pravém břehu řeky a levou rukou se opírá o dřevěný kříž, kolem něhož je obtočená páska s nápisem „Ecce Agnus dei“ (Ejhle, Beránek Boží). V pravé ruce drží mušli, s kterou lije vodu na ozářenou hlavu Krista. Mezi Janem Křtitelem a Ježíšem Kristem odpočívá v popředí beránek, což je narážka na budoucí Kristovou oběť za vykoupení hříchů světa. Celé události přihlížejí v levé dolní části andělé, kde oproti andělům v pozadí, kteří mají citovou vazbu na křest, anděl v popředí přidržuje Kristu plášť, do něhož jakoby zachytával zář vycházející z této události. Celou atmosféru v pološeru osvěcuje zářící holubice, která byla vyslána z pravice Boha Otce. Svit z holubice dopadá na Krista, ale on sám vydává záři a stává se dalším výrazným světelným bodem kompozice. Tento výjev se nejvíce přibližuje evangelia podle Jana: A toto je ten soud, že světlo přišlo na svět, ale lidé si více než světlo oblíbili tmu, protože jejich skutky byly zlé. Každý, kdo koná zlo, nenávidí světlo a nepřichází ke světlu, aby jeho skutky nebyly odhaleny. Kdo ale koná pravdu, přichází ke světlu, aby se ukázalo, že jeho skutky byly vykonány v Bohu (Jan 3, 19-21). Gesto Boha Otce je zase náznakem jeho slov v evangeliu podle Matouše: A z nebe promluvil hlas: "Toto je můj milovaný Syn, jehož jsem si vyvolil." (Matouš 3, 17). Svatozář Boha Otce ve tvaru trojúhelníku a seskupení Boha Otce, Krista jako jeho syna a seslaná holubice, která znázorňuje seslání Ducha svatého, je vyjádřena typická barokní představa, že během Křtu Kristova došlo k prvnímu zjevení Nejsvětější Trojice. Kolem Boha Otce se objevují putti a poslední putto v pravém horním rohu shazuje květy.
Brandlův obraz Křest Krista z roku 1722 pro svatovítskou katedrálu je zrcadlově obrácená a zjednodušená kompozice tohoto obrazu.